# Condyloderes
Genre
Condyloderes est un genre de Kinorhynches.

## Liste des espèces
Selon WRMS et ITIS :
- Condyloderes multispinosus (McIntyre, 1962)
- Condyloderes paradoxus Higgins, 1969
- Condyloderes setoensis Adrianov, Murakami & Shirayama, 2002
- Condyloderes storchi Higgins, 2004

et
- Condyloderes megastigma Sørensen, Rho & Kim, 2010

## Publication originale
- Higgins, 1969 : Indian Ocean kinorhyncha: 1, Condyloderes and Sphenoderes, New cyclorliagid genera. Smithsonian Contributions to Zoology, n. 14, p. 1-13.